# Angèle Bansah
Angèle Bansah est une femme politique togolaise.

## Carrière politique
Élue à l'Assemblée nationale (Togo) en juillet 2013, elle dut céder sa place en septembre 2013, ayant été nommée ministre des Sports et des Loisirs du Togo. Elle quitte son poste ministériel en juillet 2015 et reprend donc son mandat de députée en octobre 2015 au sein du groupe parlementaire Union pour la République.